# Torre di Cala d'Ostia
La torre di Cala d'Ostia è una torre di avvistamento che si trova sul promontorio di Cala d'Ostia, in territorio di Pula.
Fu costruita per difendere la foce del rio Pedras de Fogu e le due calette di Cala d'Ostia, impedendo il rifornimento d'acqua e l'attacco di Pula.
La torre, alta circa 9 metri, è di forma tronco-conica e fu edificata nel 1773. La struttura ha una volta a cupola. Fu utilizzata fino al 1842, anno della soppressione della Reale amministrazione delle torri.